# Yhor Nykolaevyč Hajdaj
Yhor Nykolaevyč Hajdaj (* 22. ledna 1961, Charkov, Ukrajina) je ukrajinský fotograf, autor fotografických knih Ukrajinci. Počátek třetího tisíciletí (1996–2003), 9 měsíců + 3 dny (2006–2008) a RAZOM.UA (2004–2012).

## Životopis
V roce 1985 absolvoval filmovou fakultu Kyjevského divadelního institutu Karpenka-Karova obor kinematografie. Autorova diplomová kameramanská práce byl krátký (20 minutový) film Dragon s Nikolajem Grinkem v titulní roli, režie Antonis Papadopoulos (Řecko) podle stejnojmenného příběhu Raye Bradburyho, oceněný na festivalu „Youth“ (1984), Mezinárodní festival filmových škol a dalších.
V rámci iniciativní skupiny se podílel na založení Svazu fotografů Ukrajiny. V letech 1984–1986 přednášel na katedře filmové režie na KGITI Karpenka-Karova (fotografické osvětlení a kompozice). V letech 1987–1991 působil jako umělecký fotograf ve filmovém studiu Dovženka v Kyjevě na Ukrajině. V roce 1991 založil vlastní ateliér, který byl prvním soukromým fotoateliérem na Ukrajině. Od roku 1995 do současnosti působí jako zakladatel, spolumajitel a umělecký ředitel Studia Hajdaj, LLC. Již 15 let spolupracuje s předními světovými reklamními agenturami jako fotograf na volné noze. Od roku 2002 opustil zaměstnání v reklamě a věnoval se tvorbě a produkci vlastních autorských fotoprojektů a propagaci světové fotografie na Ukrajině a ukrajinské fotografie v Evropě, kde od roku 1991 opakovaně vystavoval své projekty.
Část svého ateliéru vyčlenil pro galerii („Kamera“), kde vystavuje práce ukrajinských a zahraničních fotografů. Hajdaj je ženatý a má dvě děti.
V roce 2006 působil jako rezidenční umělec ve Vídni, kde pracoval na projektu „9 + 3“. O čtyři roky později opět jako rezidenční umělec v  Arles, Baux-de-Provence, Francie, zpracovával projekt „Blyzkye“. V současné době pokračuje v práci na tématech: „Chléb“, „Blyzkye“, „Rodina“, „Zvířata“.

## Výstavy
- 1991 – Výstava v Heinsburgu, Frankfurt nad Mohanem, Německo
- 1993 – účast na výstavě „IMAGES D, UKRAINE“, galerie „Chateau d`Eau“, Toulouse, Francie
- 1994 – osobní výstava ve Francouzském kulturním centru, Kyjev, Ukrajina
- 1996 – dvě samostatné výstavy a publikace ve fotografickém časopise „Photoshop“, Lipsko, Německo
- 2001 – účast na výstavě BRAND „UKRAINE“, Centre for Contemporary Art v NaUKMA, Kyjev, Ukrajina
- 2003 – projekt „Ukrajinci. Začátek třetího tisíciletí
- Edice fotoknihy. Výstava v Centru současného umění, Kyjev, Ukrajina

### 2005
- Výstava „AKT“, galerie „L-Art“, Kyjev, Ukrajina
- Výstava „Prostor ukrajinského chleba“, galerie „CAMERA“, Kyjev, Ukrajina
- Výstava „Ukrajinci...“, „Eurovize“, Kyjev, Ukrajina; galerie „Le Pont Neuf“, Paříž, Francie; galerie „Ferme Sarasin“, Ženeva, Švýcarsko

### 2006
- Výstava „Sám doma“, galerie „KAMERA“, Kyjev, Ukrajina
- Výstava „Ukrajinci…“, Krakov, Polsko; palác „Portia“, Vídeň, Rakousko
- Výstava „Prostor ukrajinského chleba“, galerie Nadace pro rozvoj umění, Kyjev, Ukrajina

### 2007
- Výstava „AQUA“, galerie „Kamera“, Kyjev, Ukrajina
- Výstava „SPOLU.UA”, Ukrajinský dům, Kyjev, Ukrajina
- Výstava „Na cestě“ s Jean Belondrade, galerie Nadace pro rozvoj umění, Kyjev, Ukrajina

Ze série SAMAN, GOGOLFEST'2007, Mystetskij Arsenal, Kyjev, Ukrajina 

### 2008
- Výstava „SPOLU.UA„ (VMESTE), Ukrajinský dům, Kyjev, Ukrajina
- Výstava “Na cestě„ společně s Jean Belondrade, Doněck, Ukrajina
- Výstava “Prostor ukrajinského chleba„, GOGOLFEST'2008, Mystetskyj Arsenal, Kyjev, Ukrajina
- Výstava „Ukrajinci…“, „Mediatéka“, Toulouse, Francie; Hofburg, Innsbruck, Rakousko
- Výstava “Na cestě„ společně s Jean Belondrade, Dněpropetrovsk, Ukrajina
- Výstava “9 měsíců + 3 dny„, Ukrajinský dům, Kyjev, Ukrajina; galerie “Bottega„, Kyjev
- Vydání knihy “9 měsíců + 3 dny„

### 2009
- Výstava “9 měsíců + 3 dny„, Galerie Centra knihy “Є„, Ivano-Frankivsk, Ukrajina; Galerie “PRIMUS„, Lvov, Ukrajina; Vídeň, Rakousko
- Výstava “Rodiny Ukrajiny„, Dům kina, galerie “CAMERA„, Kyjev, Ukrajina
- Výstava “SAMAN„, “Výtvarné umění„ Ukrajinský dům, Kyjev, Ukrajina; GOGOLFEST'2009, Mystetskij Arsenal, Kyjev, Ukrajina; galerie Olga Bogomolets, Kyjev, Ukrajina
- Výstava „Ukrajinci…“, galerie „5+5“, Lvov, Ukrajina; Filmový festival “Molodist„, Kyjev, Ukrajina